# Amerdiep
Het Amerdiep is een van de bovenlopen van de Drentsche Aa in de Nederlandse provincie Drenthe.
Het Amerdiep maakt deel uit van een stelsel van beken, dat gezamenlijk de Drentsche Aa wordt genoemd. Het Amerdiep ontspringt in het gebied Holmers-Halkenbroek, gelegen tussen de boswachterijen Grolloo en Hooghalen. De beek stroomt in noordwaartse richting dwars door dit gebied. Vervolgens stroomt de beek langs Amen, de plaats waaraan de beek haar naam heeft ontleend, langs Ekehaar om bij Schieven samen te vloeien met het Anreeperdiep. Vanaf dit punt wordt de beek het Deurzerdiep genoemd.
Het Amerdiep is grotendeels gekanaliseerd. In de buurt van Amen is de oorspronkelijk loop van het Amerdiep weer te volgen. De Drentse natuuractivist Jan Tuttel bedacht voor dit gebied De Acht van Amen, een wandelroute van Staatsbosbeheer door het beekdal van het Amerdiep.
Amerdiep ·
Anlooërdiepje ·
Deurzerdiep ·
Gastersche Diep ·
Hoornsediep ·
Looner Diep ·
Scheebroekerloopje ·
Taarlosche Diep ·
Zeegserloopje